# Hirschfeld (Thuringe)
Pour les articles homonymes, voir Hirschfeld.
Hirschfeld est une commune rurale de Thuringe (Allemagne), située dans l'arrondissement de Greiz et qui fait partie de la communauté d'administration Am Brahmetal.

## Géographie

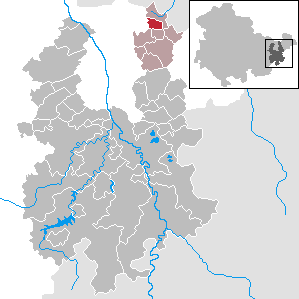
Situation de la commune (en rouge) dans l'arrondissement

Hirschfeld est située au nord-est de l'arrondissement, à la limite avec la ville de Gera, à 8 km au nord de Großenstein, à 12 km au nord-est de Gera et à 42 km au nord de Greiz, le chef-lieu de l'arrondissement.
Communes limitrophes (en commençant par le nord et dans le sens des aiguilles d'une montre) : Pölzig, Bethenhausen, Brahmenau et Gera.

## Histoire
La première mention du village date des débuts du XIVe siècle.
Hirschfeld fait partie de la Principauté de Reuss branche cadette (cercle de Gera) jusqu'en 1918. Il a rejoint le nouveau land de Thuringe en 1920 (arrondissement de Gera). Après la seconde Guerre mondiale, la commune est intégrée à la zone d'occupation soviétique puis à la République démocratique allemande en 1949 (district de Gera).

## Démographie
Commune de Hirschfeld :
| 1910 | 1933 | 1939 | 1995 | 2000 | 2005 | 2010 |
| ---- | ---- | ---- | ---- | ---- | ---- | ---- |
| 161  | 154  | 143  | 126  | 139  | 142  | 130  |